# Abdijkaas
Abdijkaas is kaas die op ambachtelijke wijze wordt geproduceerd door een abdijkaasmakerij. Men spreekt ook wel over paterskaas, en omdat deze kazen vaak gemaakt worden door de Trappistenorde wordt de naam trappistenkaas ook gebruikt. Het maken van kaas of het brouwen van bier past in de kloosterdoctrine die, mede beïnvloed door Sint-Benedictus, grote waarde hecht aan de  handenarbeid. Abdijen die nog over een eigen kaasmakerij beschikken vindt men alleen in België en Frankrijk.  

## Proces
Abdijkaas wordt gemaakt van niet-gepasteuriseerde (rauwe) koemelk. Van oudsher is de kaas zacht, met ook een wat zachtere, gevoelige korst. Op deze korst groeien  schimmels en om dat tegen te gaan wordt de kaas gewassen met zout water. Hierdoor krijgt de roodbacterie (Brevi-bacterium) een stimulans waardoor de kaas een wat roodachtige korst krijgt.

## Abdijkazen
In Nederland wordt sinds 2015 bij de Sint-Paulusabdij in Oosterhout kaas gemaakt. De kaasmakerij heeft een eigen veestapel. 
In België beschikken nog drie abdijen over een kaasmakerij:
- Orval
- Postel
- Westmalle

Enkel Westmalle en Postel beschikken ook over een eigen veestapel. In Frankrijk zijn er nog negen abdijen die abdijkaas produceren:
- Belloc
- Belval
- Chambarand
- Cîteaux
- La Coudre
- Échourgnac
- Mont des Cats
- Tamié
- Timadeuc

In de Verenigde Staten produceert ook de trappistenabdij van Gethsemani (Kentucky) kaas volgens het recept van Port-du-Salut (net als Orval in België).
Daarnaast zijn er verschillende kazen genoemd naar een abdij:
- Affligem
- Chimay
- Corsendonk
- Grimbergen
- Maredsous
- Munster
- Port Salut (oorspronkelijk in de abdij Port-du-Salut)
- Saint-Paulin

Deze kazen worden echter niet in een abdij geproduceerd en zijn vaak de merknaam van één firma (bijvoorbeeld Corsendonk) of de (beschermde) benaming van een streekkaas (bijvoorbeeld Maroilles, Munster).
Hoewel het geen abdij is (en strikt genomen dus ook geen abdijkaas) maakt het Hinkelspel op dezelfde traditionele wijze zijn kaas. 
Het is niet omdat er staat Abdijkaas, bv."Grimbergen", dat dat betekent dat er bier van "Grimbergen" in de kaas verwerkt is.  